# Accadde al penitenziario
Accadde al penitenziario è un film del 1955 diretto da Giorgio Bianchi, con Aldo Fabrizi, Alberto Sordi, Mara Berni, Walter Chiari e Peppino De Filippo.

## Trama
Cesare è un agente di custodia dei detenuti di un penitenziario romano. L'uomo, seppur burbero ed irascibile, ha un animo buono e cerca di non essere troppo severo coi detenuti. Anche per questo atteggiamento permissivo viene spesso perseguitato dal suo superiore.
Tra i detenuti, si distinguono Otello, il quale si è fatto arrestare di proposito perché considera il carcere un paradiso in cui vivere in pace e tranquillità, e Walter, un ingenuo commesso di gioielleria che si è lasciato raggirare ed è finito in galera al posto di una bella truffatrice. Cesare è solito chiedere ad alcuni detenuti di scrivere le loro storie in un quaderno.

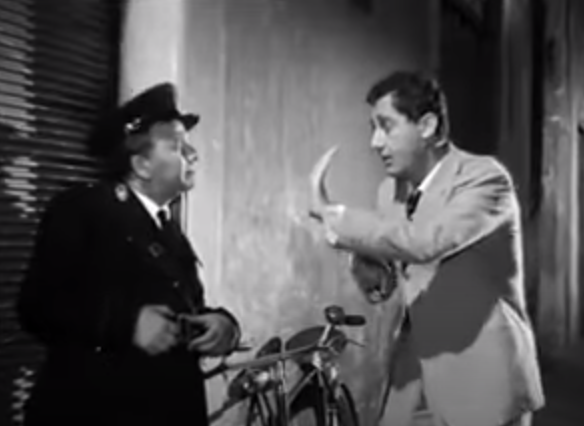
Alberto Sordi in una scena

Tra quelle riportate, vi è anche l'arresto di Giulio, un giovane che, sotto l'effetto dell'alcol, ha girato mezza Roma importunando guardie notturne, tassisti e prostitute, finendo col restare coinvolto in una rapina. Condotto in commissariato dopo aver smaltito la sbronza, l'uomo tratta con sufficienza il vicecommissario, rivelandosi un folle anche senza essere ubriaco.
Il film si conclude con Cesare che torna a casa finito il turno di guardia di giorno, e incontra la bella truffatrice che confessa a Cesare che un gioiello non vale la vita di Walter, e che il gioiello è stato restituito e di conseguenza ritirata la denuncia a suo carico. Cesare avendo capito che la ragazza si è oltretutto innamorata di Walter, si fa lasciare un recapito postale dalla stessa. Poi sale sull’autobus per tornare a casa e la mattina dopo ritornare per il suo turno di guardia.